# Micha Josef Berdyczewski
Micha Josef Berdyczewski in ebraico מיכה יוסף ברדיצ'בסקי, pseudonimo Mikhah Yosef Bin-Gorion (Medžybiž, 7 agosto 1865 – Berlino, 18 novembre 1921) è stato uno scrittore e giornalista ucraino, di lingua ebraica e yiddish, noto per essere stato uno dei primi letterati di questa cultura ad ottenere grandi riconoscimenti in Germania.

## Biografia

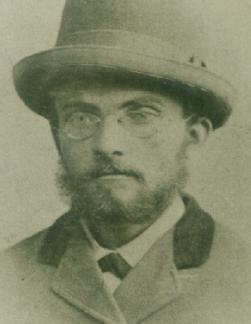
Micha Josef Berdyczewski

Nacque a Medžybiž, nell'Ucraina occidentale, in una regione con una numerosa popolazione ebraica askenazita, all'interno di una famiglia profondamente religiosa guidata dal padre, rabbino della cittadina e seguace di Rabbi Israel ben Eliezer, (anche noto come Ba'al Shem Tov), fondatore della corrente del chassidismo, che era nato nella stessa località.
Si separò dalla sua prima moglie a causa dell'avversione mostrata dalla famiglia di essa nei confronti della passione manifestata dal giovane marito verso la letteratura moderna e laica.
A questo periodo della sua vita si riferiva una delle sue prime pubblicazioni, un articolo pubblicato sulla rivista Hamelitz nel 1888 con il titolo "Hetsits ve-nifga" (הציץ ונפגע, letteralmente "ha visto ed è stato contagiato", con riferimento all'eresia). La maggior parte dei suoi scritti di questa fase era caratterizzata da un forte spirito polemico e da uno stile emotivo che sarebbe diventato il suo marchio di fabbrica.
Nel 1890 si recò in Germania e in Svizzera per completare i suoi studi in filosofia presso le università di Berlino e di Berna. In quegli anni, Berdyczewski approfondì le sue conoscenze delle opere di Nietzsche e Hegel, pensatori che ebbero una grande influenza sulla sua formazione culturale.
Al suo ritorno in Ucraina, l'autore incominciò a pubblicare numerosi libri, il cui denominatore comune restò il deterioramento della vita tradizionale ebraica.
Dopo una breve parentesi polacca, nel 1911 Berdyczewski ritornò in Germania dove adottò il soprannome Bin-Gorion (Figlio del Leone). Gli ultimi anni della sua vita li dedicò ad una ricerca di leggende e racconti popolari ebraici.

## Il pensiero filosofico
Berdyczewski si mostrò critico nei confronti della tradizione spirituale ebraica e in una delle sue opere più importanti, Shinnuy ha-arachim ("Inversione dei valori") del 1922 sostenne che l'ebraismo in origine fu una nazione ed i profeti solo in un secondo tempo lo trasformarono in una religione, mentre di tutto ciò ai primi del Novecento restava solo l'idea astratta. Il disagio della sua generazione dipendeva proprio da questo motivo e il rimedio era una inversione dei valori che riportasse l'uomo al centro dell'attenzione, liberandolo da Dio e riavvicinandolo alla natura. Quindi naturismo ed estetismo guidarono la poesia di Berdyczewski.
I suoi libri, scritti in ebraico, Yiddish e talvolta in tedesco, mostrarono un quadro chiaro e nitido sulla tradizione ebraica dei paesi dell'Europa orientale e in particolar modo su quella talmudica e chassidica.

## Opere letterarie
- Sefer Chassidim ("Il libro dei Pii", 1900)
- Meheavar ha-karow ("Dal prossimo passato", 1909)
- Der Born Judas ("La sorgente di Giuda", 6 volumi, 1913-1921)
- Meozar ha-aggadah ("Dal tesoro della saga", 1914)
- Sinai und Garizin (1926)
- Die Sagen der Juden ("Le saghe degli ebrei", 5 volumi, 1913-1927)

## Edizioni in italiano
- Prima della tempesta. Storie di ebrei orientali, a cura di Vincenzo Pinto. Torino: Free Ebrei, 2014, ISBN 978-1973453314.
- Il bello della morale. Intorno al legame tra etica ed estetica, a cura di Vincenzo Pinto, postfazione di Jacob Golomb. Torino: Free Ebrei, 2014, ISBN 978-1973452683.
- Fons Iudae 1: Dell'amore e della fedeltà, a cura di Vincenzo Pinto. Torino: Free Ebrei, 2022, ISBN 979-8377923558.
- Fons Iudae 2: Della retta via, a cura di Vincenzo Pinto. Torino: Free Ebrei, 2022, ISBN 979-8377987864.
- Fons Iudae 3: Storielle e insegnamenti, a cura di Vincenzo Pinto. Torino: Free Ebrei, 2022, ISBN 979-8377996477.
- Fons Iudae 4: Saggezza e stoltezza, a cura di Vincenzo Pinto. Torino: Free Ebrei, 2022, ISBN 979-8377997863.
- Fons Iudae 5: Racconti popolari, a cura di Vincenzo Pinto. Torino: Free Ebrei, 2022, ISBN 979-8377999508.
- Fons Iudae 6: Storie qaballistiche, a cura di Vincenzo Pinto. Torino: Free Ebrei, 2023, ISBN 979-8372167933.
- Gesta Hebraeorum 1: Dei tempi primordiali, a cura di Vincenzo Pinto. Torino: Free Ebrei, 2023, ISBN 979-8386409791.
- Gesta Hebraeorum 2: I patriarchi, a cura di Vincenzo Pinto. Torino: Free Ebrei, 2023, ISBN 979-8858966630.
- Gesta Hebraeorum 3: Le dodici tribù, a cura di Vincenzo Pinto. Torino: Free Ebrei, 2024, ISBN 979-8335920902.